# كارل هوف
كارل هوف (بالألمانية: Carl Hopf )‏ (و. 1832 – 1873 م) هو مؤرخ، وأستاذ جامعي، وباحث في تاريخ العصور الكلاسيكية، ومختص في الدراسات البيزنطية ألماني، ولد في هام، توفي في فيسبادن، عن عمر يناهز 41 عاماً.

## التعليم
تعلم في جامعة بون.